# کریگ آلن (بازیکن فوتبال)
کریگ آلن (انگلیسی: Craig Allen؛ زادهٔ ۲ اکتبر ۱۹۵۹) بازیکن فوتبال است.
وی همچنین در تیم ملی فوتبال Guernsey بازی کرده‌است.